# 博亞羅-列扎奇
51°16′8″N 34°12′24″E / 51.26889°N 34.20667°E
博亞羅-萊扎奇（烏克蘭語：Бояро-Лежачі）是位於烏克蘭東北部的村莊，由蘇梅州科諾托普區的新斯洛博達市鎮負責管轄。該村處於謝伊姆河右岸，分別距離馬努希夫卡2.5公里和多羅什夫卡3.5公里，海拔高度134米。